# André Domingues
Pour les articles homonymes, voir Domingues.
André Domingues (né le 14 décembre 2001 à Leiria) est un coureur cycliste portugais.

## Biographie
Chez les juniors (moins de 19 ans), André Domingues se distingue en 2019 en remportant une manche de la Coupe du Portugal et le Tour du Portugal. La même année, il est sélectionné en équipe nationale pour les championnats du monde du Yorkshire. Il rejoint ensuite l'équipe continentale Kelly-InOutBuild-UD Oliveirense en 2020. Au mois de septembre, il devient champion du Portugal de course de côte chez les espoirs (moins de 23 ans). 
En 2021, il intègre la formation Efapel. Bon grimpeur, il s'impose sur le Tour du Portugal de l'Avenir, réservé aux coureurs de moins de 23 ans. Il se classe également troisième du championnat du Portugal sur route espoirs.

## Palmarès
- 2019
  - Tour du Portugal juniors :
    - Classement général
    - 2e étape
- 2020
  -  Champion du Portugal de course de côte espoirs
- 2021
  - Classement général du Tour du Portugal de l'Avenir
  - 3e du championnat du Portugal sur route espoirs